# Huawei Ascend G7
El Huawei Ascend G7 és un smartphone Android amb terminacions en metall, que li donen un aspecte premium. Posseeix una pantalla 720p alta definició de 5,5 polzades, càmera posterior de 13 MP i frontal de 5 MP, processador quad-core a 1,2 GHz, 2GB de RAM, 16GB d'emmagatzematge intern, i connectivitat 4G LTE.
Sembla que Qualcomm ha estat molt ràpida per col·locar els seus Snapdragon 410 i 615, perquè ja són diversos els dispositius de nova factura i tall econòmic que s'anuncien amb els nous xipsets de 64 bits del fabricant nord-americà. A més, per diferenciar-se entre la gamma mitjana, Huawei també ha volgut cuidar al màxim la construcció de la seva Ascend G7, ja que el terminal compta amb un acurat disseny fabricat en alumini sobre un xassís unibody que ja no és només per als terminals més costosos.

## Especificacions tècniques
En els seus 153.5 x 77.3x 7.6 mm i 165 grams de pes hi cap una pantalla de 5.5 polzades amb una resolució HD 720p, animada per un xipset Qualcomm Snapdragon 410 amb processador de 5 nuclis a 1,2GHz y 64 bits. La memòria es queda en els 2 GB de RAM, amb un emmagatzematge intern de 16 GB ampliables mitjançant targetes microSD. En referència a les càmeres fotogràfiques, la principal és de 13 megapíxels i la frontal també incorpora un sensor notable de 5 megapíxels. Cal afegir-hi, a més els 3.000 mAh de bateria, la connectivitat LTE Cat.6, WiFi, Bluetooth 4.0 LE, NFC i GPS. És un dispositiu interessant per poder moure Android 4.4 KitKat emmascarat per Emotion UI 3.0.